# Famille Guerin
La famille Guerin exerce entre le XVIIe siècle et le XXe siècle, comme marchands de soie à Saint-Chamond, puis banquiers à Lyon. La banque Guerin est restée une banque familiale, d'abord régionale, puis internationale, jusqu'à sa faillite en 1932.

## Histoire

### Marchands de soie
De 1661 jusqu'en 1827, de père en fils, avec l'aide de leurs femmes, la famille Guerin travaille dans l'industrie et le commerce de la soie, aux confins du Velay et du Forez, puis à Saint-Chamond, et à Lyon.
Dominique Guerin épouse, en 1693 Étiennette Bertholet qui est la première Veuve Guerin dont le nom reste attaché à leur maison. En 1698, il demande son inscription sur le registre des nommées pour être reçu bourgeois de Lyon. En 1703, il est nommé recteur de l'Hôpital de la Charité de Lyon. Cette charge va le ruiner.
Leur fils Jean Dominique Guerin reconstitue le patrimoine. Sa femme l'aide, et prend la direction de son commerce lorsqu'elle devient à son tour la Veuve Guerin. En 1753, elle achète, pour leur fils Joseph, une charge de secrétaire du roi qui l'ennoblit.
Joseph Guerin est aussi recteur de l'Hôtel-dieu de Saint-Chamond et député du département de Rhône-et-Loire aux États généraux. Il est maire de Saint-Chamond en 1790-1791. En 1792, il domicilie son bureau à Lyon d'où la Terreur le chasse quelque temps. Hugues Guerin, son fils et associé, reprend la direction de leur maison de commerce en 1795. 

### Banquiers
Les marchands de soie doivent avancer l'agent à leurs fournisseurs, c'est ainsi que s'est créée la banque Guerin, en parallèle avec leur commerce. Au XIXe siècle cette activité est devenue importante et la banque est officiellement reconnue en 1834.
Louis Guerin succède à son père Joseph en 1847. En 1871, sa veuve Marie Desvernay s'associe à leurs deux fils pour diriger la maison « Veuve Guérin et fils ». Dans la Vallée du Rhône puis à l'étranger, ils développent les moulinages et les usines de filature ainsi que le commerce de la soie. Leur banque prospère.
La banque Veuve Guerin et Fils participe au financement de l'industrialisation dans la région lyonnaise entre 1827 et 1871. Elle acquiert une dimension internationale, liée au commerce de la soie.
Entre 1880 et 1905, des agences s'ouvrent à Turin, Milan, Paris, Moscou, New York, Beyrouth. La crise financière de 1929 cause la liquidation de cette entreprise.

## Généalogie
Les origines remontent à Jean  Guerin qui demeure à Annonay où il se marie avant 1620. Son fils Dominique est né vers 1651, il possède un moulin à tirer la soie. Dominique II, à la génération suivante, est aussi moulinier et fileur de soie, il crée deux moulinages à Saint-Julien-Molin-Molette, dans le Pilat. La famille s'installe à Saint-Chamond; ils pratiquent le commerce de la soie  de père en fils.
| Dominique Guerin | Dominique Guerin | Dominique Guerin | Dominique Guerin | Dominique Guerin | Dominique Guerin |                       |                       |                       |                       |                       |                       | Etiennette Berthollet | Etiennette Berthollet | Etiennette Berthollet | Etiennette Berthollet | Etiennette Berthollet | Etiennette Berthollet |                 |                 |
| Dominique Guerin | Dominique Guerin | Dominique Guerin | Dominique Guerin | Dominique Guerin | Dominique Guerin |                       |                       |                       |                       |                       |                       | Etiennette Berthollet | Etiennette Berthollet | Etiennette Berthollet | Etiennette Berthollet | Etiennette Berthollet | Etiennette Berthollet |                 |                 |
|                  |                  |                  |                  |                  |                  |                       |                       |                       |                       |                       |                       |                       |                       |                       |                       |                       |                       |                 |                 |
|                  |                  |                  |                  |                  |                  | Jean Dominique Guerin | Jean Dominique Guerin | Jean Dominique Guerin | Jean Dominique Guerin | Jean Dominique Guerin | Jean Dominique Guerin |                       |                       | Marie Malliquet       | Marie Malliquet       | Marie Malliquet       | Marie Malliquet       | Marie Malliquet | Marie Malliquet |
|                  |                  |                  |                  |                  |                  | Jean Dominique Guerin | Jean Dominique Guerin | Jean Dominique Guerin | Jean Dominique Guerin | Jean Dominique Guerin | Jean Dominique Guerin |                       |                       | Marie Malliquet       | Marie Malliquet       | Marie Malliquet       | Marie Malliquet       | Marie Malliquet | Marie Malliquet |
|                  |                  |                  |                  |                  |                  |                       |                       |                       |                       |                       |                       |                       |                       |                       |                       |                       |                       |                 |                 |
|                  |                  |                  |                  |                  |                  |                       |                       |                       |                       | Joseph Guerin         |                       |                       |                       |                       |                       |                       |                       |                 |                 |
|                  |                  |                  |                  |                  |                  |                       |                       |                       |                       |                       |                       |                       |                       |                       |                       |                       |                       |                 |                 |
|                  |                  |                  |                  |                  |                  |                       |                       |                       |                       | Hugues Guerin         |                       |                       |                       |                       |                       |                       |                       |                 |                 |

## Armoiries
D'après l'enregistrement de 1696 : « Dominique Guerin, marchand de soie, greffier des rôles de Saint-Chamond, porte d'argent à un chevron de gueules, accompagné de trois roses de même, tigées et feuillées de sinople, posées deux en chef et une en pointe et un chef de gueules, chargé d'un croissant d'argent, accosté de deux étoiles d'or ». 
Devise « Quaerite primum regnum dei »

### Fonds d'archives
- AD 69, Archives du Rhône, Fonds de la Famille Guerin Veuve Guérin et fils, Cote 145 J 1-184.
- AD 07, Archives Départementales de l'Ardèche.